# Radosław Jurczak
Radosław Jurczak (* 1995) ist ein polnischer Dichter.

## Leben
Jurczak studiert Philosophie und Informatik an der Universität Warschau.
2015 gewann er den Jacek-Bierezina-Wettbewerb für Lyrik. 2017 gewann er mit seinem Band Pamięć zewnętrzna den Breslauer Lyrikpreis Silesius für das Debüt des Jahres.
Er lebt in Łomianki.

## Bibliografie
- Pamięć zewnętrzna, 2016 (Gewinner des Breslauer Lyrikpreises 2017)